# Parascaptor leucura
Parascaptor leucura е вид бозайник от семейство Къртицови (Talpidae), единствен представител на род Parascaptor.

## Разпространение
Видът е разпространен в Бангладеш, Индия, Китай и Мианмар.